# Грб Штајерске
Грб Штајерске је званично усвојен 1926. године и показаје историјски грб Штајерске, сребрног пантера на зеленом пољу. На грбу се налази војводска капа.
Штајерска је настала током 11. и 12. века, а 1180. је постала војводство. Добила је име по свом главном граду Штајр, који се сада налази у Горњој Аустрији. Након кратке владавине чешких краљева, Штајерска је постала део Аустрије 1282. године. Од тада, област Штајерске је смањена, а у 1919. велики простор је постао део Југославије, сада Словеније. 
Пантер се првобитно појављује као симбол Штајерске на печату војводе Отокара III око 1260. године. Боје које су данас познате су истоветне из тог времена и нису се битније промениле.
Пантер се користи и у грбу главног града Граца.